# Eueremaeus silvaticus
Eueremaeus silvaticus är en spindeldjursart som beskrevs av Forsslund 1956. Eueremaeus silvaticus ingår i släktet Eueremaeus, och familjen Eremaeidae. Arten är reproducerande i Sverige.